# Jacumba Mountains
Die Jacumba Mountains sind ein Gebirgszug der Peninsular Ranges im östlichen Teil des San Diego County, im Süden von Kalifornien, unweit der Grenze zwischen den Vereinigten Staaten und Mexiko.
Die Bergkette verläuft von Nordwesten nach Südosten und liegt östlich der In-Ko-Pah Mountains und nördlich der Interstate 8. Sie hat eine Länge von etwa 18,5 km und der Table Mountain an ihrem südöstlichen Ende liegt etwa 5 km nordöstlich von Jacumba Hot Springs.
Die Jacumba Mountains erreichen am Jacumba Peak im Süden der Bergkette ihre maximale Höhe von 1375 m.
Die Tierra Blanca Mountains und die Sawtooth Mountains liegen nordwestlich der Jacumba Mountains und der Anza-Borrego Desert State Park liegt direkt nördlich. Die Coyote Mountains liegen im Nordosten der Bergkette. An der Nordostflanke der Jacumba Mountains liegen die Volcanic Hills.

## Belege
1. ↑  Jacumba Mountains. In: Geographic Names Information System. United States Geological Survey, United States Department of the Interior, abgerufen am 15. Februar 2016 (englisch).
2. 1 2   El Cajon, California. – 30x60 Minute Topographic Quadrangle. (Memento des Originals vom 15. Februar 2016 im Internet Archive)  Info: Der Archivlink wurde automatisch eingesetzt und noch nicht geprüft. Bitte prüfe Original- und Archivlink gemäß Anleitung und entferne dann diesen Hinweis. auf sciencebase.gov, USGS, 1979.
3. ↑   Jacumba, CA. – 7.5 Minute Topographic Quadrangle. (Memento des Originals vom 15. Februar 2016 im Internet Archive)  Info: Der Archivlink wurde automatisch eingesetzt und noch nicht geprüft. Bitte prüfe Original- und Archivlink gemäß Anleitung und entferne dann diesen Hinweis. auf sciencebase.gov, USGS, 1997.

## Bibliographie
- Allan Stuart: California Road and Recreation Atlas. Benchmark Maps, Santa Barbara, Calif. 2005, ISBN 0-929591-80-1, S. 117.